# Euphagus
Euphagus es un género de aves paseriformes de la familia Icteridae.

## Especies
Este género tiene en la actualidad 2 especies:
- Euphagus carolinus;
- Euphagus cyanocephalus.[1]